# 盧姆峰
61°49′N 8°22′E / 61.817°N 8.367°E
盧姆峰是挪威的山峰，位於該國東南部內陸郡，處於洛姆，距離首都奧斯陸250公里，該山峰海拔高度1,881米，受凍原氣候影響。